# Kompania im. Naftalego Botwina
Kompania im. Naftalego Botwina (dawn. Druga kompania batalionu im. José Palafoxa) – żydowska jednostka wyodrębniona z Batalionu im. José Palafoxa z XIII Brygady Międzynarodowej im. Jarosława Dąbrowskiego, działająca pod patronatem Naftalego Botwina, działacza komunistycznego.
Kompania została założona przez 152 żydowskich żołnierzy biorących udział w hiszpańskiej wojnie domowej po stronie Republiki. Kompania funkcjonowała przez około 9 miesięcy. Została rozwiązana w trakcie bitwy nad Ebro. Wielu jej członków zginęło w trakcie walk, a ci którzy zostali wzięci do niewoli, zostali rozstrzelani przez frankistów ze względu na żydowskie pochodzenie, w przeciwieństwie do jeńców pochodzenia hiszpańskiego, których osadzono w obozach jenieckich.
Kompania miała własną gazetę „Botwin Cajtung”.
Dowódcami oddziału byli kolejno: Karol Gutman, Mija Sapir, Leon Rubinsztein, Alter Szerman, Izrael Habelesberg. Ostatnim dowódcą kompanii był Emanuel Mink.